# عبد الناصر الخياطي
عبد الناصر الخياطي (بالهولندية: Abdenasser El Khayati)‏ (7 فبراير 1989 بروتردام في هولندا - ) هو لاعب كرة قدم هولندي في مركز الهجوم . لعب مع أدو دين هاغ وأولمبياكوس نيقوسيا ودين بوستش وكوينز بارك رينجرز ونادي تورنهاوت وناك بريدا وKozakken Boys ‏ ونادي بيرتن ألبيون ونادي قطر.

## وصلات خارجية
- عبد الناصر الخياطي على موقع قاعدة بيانات كرة القدم.إي يو (الإنجليزية)
- عبد الناصر الخياطي على موقع Soccerbase.com (لاعب) (الإنجليزية)
- عبد الناصر الخياطي على موقع Soccerway.com (الإنجليزية)
- عبد الناصر الخياطي على موقع عالم كرة القدم.نت (الإنجليزية)